# Rabat
Rabat (arabsko الرباط, ar-Ribaaṭ, dobesedno »utrjen kraj«; berbersko: ⴻⵕⵕⴱⴰⵟ, Eṛṛbaṭ) je glavno mesto Maroka v Severni Afriki. S približno 1.800.000 prebivalci (leta 2014) je eno največjih mest v državi in pomembno politično središče. Stoji ob obali Atlantskega oceana, pri ustju reke Bou Regreg na severu države; na nasprotnem bregu stoji mesto Salé, skupaj in še z nekaj manjšimi naselji v okolici tvorita metropolitansko območje s preko 2 milijona prebivalci.
Mesto je v 12. stoletju ustanovil prvi kalif iz dinastije Almohadov kot utrjen samostan (ribāṭ) za nastanitev čet v džihadu proti Španiji. Veliko obzidje še zdaj obkroža stari del mesta (medino), ki je zraslo ob njem. V kasnejših stoletjih je bilo pomembno pristanišče, vendar je zaradi zasipanja rečnega ustja s sedimenti sčasoma izgubilo to vlogo. Danes je pomembno predvsem kot politično središče, poleg vladnih uradov imajo tu sedež številna tuja veleposlaništva in več mednarodnih organizacij. Od industrije je pomembnejša predvsem tekstilna.
Od znamenitosti poleg srednjeveške utrdbe z obzidjem izstopa Hasanov stolp, nedokončan minaret nezgrajene mošeje, ki jo je leta 1184 dal graditi almohadski sultan Jakub al-Mansur. Po njegovih načrtih bi bil to največji minaret na svetu, mošeja, ki bi ji pripadal, pa bi bila prav tako največja na svetu, a se je gradnja ustavila pri 44 m višine, ko je sultan umrl. Središče mesta s srednjeveško arabsko zasnovo in sodobnejšo zahodnjaško predelavo iz začetka 20. stoletja, ko je bil Rabat del francoskega protektorata, je prepoznan kot Unescova svetovna dediščina.

## Zgodovina

### StarodavnaSala
V prvem tisočletju pred našim štetjem so Feničani ustanovili več trgovskih kolonij vzdolž atlantske obale današnjega Maroka, vendar so arheologi razpravljali o obstoju feničanske naselbine na tem območju, imenovane Sala ali Šallat. Do 1. stoletja pred našim štetjem so tamkajšnji prebivalci še vedno pisali v neopunskem jeziku, vendar je regija prišla pod vpliv Rima. Nadzorovalo ga je starodavno berbersko mavretansko kraljestvo, dokler ga v prvem stoletju pr. n. št. uradno ni priključil Rim. Na mestu, ki je danes znano kot Chellah, južno od današnjega obzidanega mesta, so Rimljani zgradili mesto, imenovano Sala Colonia. Izkopavanja so pokazala, da so na mestu obstajale starejše mauretanske zgradbe, preden so nad njimi zgradili rimske stavbe. Skupaj z Lixusom je bila Sala Colonia ena od dveh glavnih pomorskih postojank, ki so jih imeli Rimljani na atlantski obali province Tingiška Mavretanija (Mauretania Tingitana). Pristanišče Sala (zdaj izginilo) so komercialne rimske ladje uporabljale kot vmesno postajo na svojih jugozahodnih prehodih do Anfe in Insula Purpuraria (otok Mogador).[13]
Arheološki predmeti vizigotskega in bizantinskega izvora, najdeni na tem območju, potrjujejo obstoj trgovskih ali političnih stikov med Salo in rimsko Evropo, vse do vzpostavitve bizantinske prisotnosti v Severni Afriki v 7. stoletju. Vendar pa je Sala začela zapuščati v 5. stoletju in je bila večinoma v ruševinah, ko so v 7. stoletju prispeli muslimanski Arabci in vzpostavili islamski vpliv v regiji.

### Srednjeveško islamsko obdobje
V 10. stoletju so Omajadi iz Cordobe ali njihovi zavezniki Zenata Berberi v regiji ustanovili ribat ali utrjen samostan/postojanko na tem območju, da bi se branili pred Berberi Bargavata, ki so na jugu ustanovili državo haridžitov. Ta ribat je bil najverjetneje na istem mestu kot sedanja kazba Udajev, vendar njegove lokacije zgodovinarji niso potrdili. Okoli leta 1030 je družina Banu 'Ašara na nasprotni strani reke (severni strani) ustanovila novo mesto, imenovano Salā (sedanji Salé).
Eden zadnjih almoravidskih emirjev Tašfin ibn Ali (vladal 1143–1145) je zgradil nov ribat na mestu sedanje kazbe kot del svojih prizadevanj, da bi zadržal Almohade. Almohadi so kljub temu premagali Almoravide in kmalu zatem uničili ribat. Leta 1150 ali 1151 je almohadski kalif Abd al-Mumin zgradil novo kazbo (citadelo), ki je nadomestila nekdanji ribat, znotraj katere je vključil palačo in mošejo. Ta almohadska kazba ustreza sedanji kazbi Udaja (ki je bila v kasnejših obdobjih razširjena). Abd al-Mumin je dal izkopati tudi podzemni kanal, da bi preusmeril vodni vir na to lokacijo, kar je omogočilo prihodnjo poselitev in urbanizacijo tega območja. Mesto je postalo vojaška postojanka za almohadsko vojsko, ki se je odpravljala na pohode proti Al Andaluzu.
Almohadski kalif Abu Jusuf Jakub al-Mansur (vladal 1184–1199) se je lotil ambicioznega projekta izgradnje nove utrjene cesarske prestolnice, imenovane al-Mahdija ali Ribat al-Fath, na mestu, kjer je zdaj medina (staro mesto) Rabata, z novim obzidjem, ki se razteza čez veliko območje onkraj kazbe. Ta projekt je vključeval tudi gradnjo ogromne mošeje (ostanki katere vključujejo Hasanov stolp) in novih velikih vrat, kot sta Bab er-Rouah in glavna vrata kazbe, zdaj znana kot Bab Udaja ali Bab al-Kbir. Po al-Mansurjevi smrti leta 1199 sta mošeja in prestolnica ostala nedokončana, njegovim naslednikom pa je primanjkovalo sredstev ali volje, da bi ju dokončali. Novo mesto ni bilo nikoli v celoti naseljeno in mesto je bilo praktično zapuščeno.
V obdobju rodbine Marinidov (13. do 15. stoletje) je mesto Salé čez reko postalo pomembnejše od naselbin na južnem bregu. Leta 1515 je Leo Africanus poročal, da je Rabat tako propadel, da je ostalo le še 100 naseljenih hiš. Marinidi so zgradili veliko mošejo v tem, kar je zdaj medina Rabata, na bližnjem mestu Chellah (starodavna Sala) pa so zgradili kraljevo nekropolo za svojo rodbino.

### Korzarska republika
Leta 1609 je Filip III. Španski odredil izgon vseh Moriskov (ljudi muslimanskega ali mavrskega porekla) iz Španije. Približno 2000 teh beguncev, ki so izvirali iz mesta Hornachos blizu Badajoza v Španiji, se je naselilo okoli Saléja in zasedlo kazbo ter privabilo med 5000 in 14.000 drugih Moriskov, da se jim pridružijo. Rabat in sosednji Salé sta se leta 1627 združila v republiko Bou Regreg. Ta avtonomna republika je postala oporišče korzarjev: piratov, znanih tudi kot Salé potepuhi, ki so plenili trgovske ladje okoli obal Zahodne Evrope.
V tem času je območje pod kazbo na južnem bregu postalo bolj poseljeno, zahvaljujoč moriškim in andaluzijskim beguncem. Zgrajen je bil nov Andaluzijski zid, ki je razmejeval to območje v severnem delu nekdanjega mesta z obzidjem Almohadov. To, kar je danes znano kot Ulica konzulov, je že v tem času postalo pomembna cestna žila. Ime Rabat še ni bilo v uporabi; mesto na južnem bregu je bilo znano kot Novi Salé, medtem ko je bilo mesto na severnem bregu znano kot Stari Salé. Korzarji so imeli sedež v Novem Saléju, medtem ko prebivalci starega Saléja na splošno niso sodelovali pri piratstvu.

### Alavijska vladavina
Pirati se niso morali boriti z nobeno osrednjo oblastjo, dokler al-Rašid, ustanovitelj rodbine Alavi, leta 1666 ni osvojil območja in pod svojo oblastjo združil večino Maroka. Kljub temu so alavijski sultani dovolili, da se je piratstvo nadaljevalo vse do vladavine Mulaja Slimana v začetku 19. stoletja. To je vodilo do granatiranja mesta s strani Avstrije leta 1829, potem ko je bila avstrijska ladja izgubljena zaradi piratskega napada.
V zgodnjem delu alavijskega obdobja (17.–18. stoletje) so se sultani nekoliko zanimali za mesto na južnem bregu in izvedli gradnje in popravila kazbe. Mulaj Ismail (vladal 1672–1727) je proti koncu 17. stoletja razširil kazbo proti jugu in v njej zgradil kraljevo rezidenco (danes služi kot muzej). Mulaj Ismail je bil prav tako odgovoren za naselitev dela Udaja (ali Oudaja), plemena guich (vojaško pleme, ki je služilo sultanovi vojski), v kazbo, da bi služilo kot protiutež drugim neobvladljivim plemenom v regiji. Pod Sidijem Mohamedom ibn 'Abdalahom (vladal 1757–1790) je bila proti koncu 18. stoletja na jugozahodnem delu almohadskega obzidanega območja postavljena nova kraljeva palača Dar al-Makhzen. Ti dodatki so mestu začeli dajati značaj in funkcijo kraljeve rezidence, ki jo je uporabljala vladajoča rodbina zunaj svojih glavnih prestolnic.
Mulaj Slimane (vladal 1792–1822) je zgradil še eno palačo ob obali, imenovano Dar al-Bahr, in zgradil nove mošeje, kot je mošeja Mulaja Slimana. Prav tako je ukazal ustanovitev judovske četrti, Melah, v vzhodnem delu andaluzijske medine, v prej zasedenem sadovnjaku. Proti začetku 19. stoletja se je mestno obzidje, ki je bilo prej omejeno na obrobje almohadske dobe, močno razširilo proti jugozahodu, s čimer se je mesto razširilo na približno 840 hektarjev. Staro almohadsko obzidje in vrata so bili še vedno ohranjeni, ograjen prostor iz obdobja almohadov pa je ostal bolj privilegirano okrožje z glavnimi spomeniki mesta in njegovo kraljevo rezidenco. Večina prebivalstva je ostala skoncentrirana v medini za Andaluzijskim zidom v severnem delu. V 1850-ih je Mulaj Abd ar-Rahman (vladal 1822–1859) nadalje razvil in dokončal palačo Dar al-Makhzen v jugozahodnem kotu tega ograjenega prostora. Ob koncu 19. stoletja ali v začetku 20. stoletja je imelo mesto okoli 20.000 do 25.000 prebivalcev.(str.114)

### 20. stoletje

#### Francoska kolonialna vladavina
Francoska invazija na Maroko se je začela na vzhodu z okupacijo Oujde s strani generala Huberta Lyauteyja marca 1907 in na zahodu z bombardiranjem Casablance avgusta 1907.  Pogodba iz Fesa je marca 1912 vzpostavila protektorat. Kot francoski upravitelj Maroka se je Lyautey po nemirih leta 1912, ki so sledili pogodbi iz Fesa, odločil preseliti glavno mesto države iz Fesa v Rabat. Zdi se, da je bil Lyautey osebno naklonjen Rabatu. Trdil je, da je njegova obalna lega prijetnejša in bolj dostopna ter da bi bila njena bližina Casablance, za katero je ocenil, da bi postala glavno gospodarsko središče, koristna. Leta 1913 je Lyautey najel Henrija Prosta, da zasnuje Ville Nouvelle (moderno četrt Rabata) kot upravni sektor, kot je to storil v drugih večjih maroških državah. mesta.
Kolonialno obdobje je povzročilo velike gospodarske spremembe in pospešeno urbanizacijo. Pred tem obdobjem sta bili glavni mesti Maroka vedno Fes in Marakeš, medtem ko so bila obalna mesta relativno majhna. Popisni podatki niso na voljo za prva leta protektorata, vendar se lahko leta 1912 oceni, da sta imela Rabat in bližnji Salé okoli 35.000 do največ 40.000 prebivalcev, kot pravi Janet Abu-Lughod. Ena zgodnja francoska raziskava, ki je temeljila na številu hiš in ne na uradnem popisu, je ocenila, da je imel Rabat 25.642 prebivalcev. Uradni popis leta 1921 je štel 33.714 prebivalcev. Nekaj te rasti je bilo posledica priseljevanja tujcev. Leta 1921 je bilo 59 % prebivalstva maroških muslimanov in 10 % maroških Judov, medtem ko je bilo 21,4 % francoskih državljanov in še 10 % tujcev drugega izvora. Bližnji Salé pa je ostal bolj homogen maroški. Prebivalstvo Rabata je naraslo na približno 83.000 leta 1936 in na približno 156.000 leta 1952.

#### Po drugi svetovni vojni in osamosvojitev
Ko je Maroko leta 1956 dosegel neodvisnost, se je Mohamed V., takratni maroški kralj, odločil, da prestolnica ostane v Rabatu. Rast Rabata se je nadaljevala. Najpomembnejši demografski premik po osamosvojitvi je bil odseljevanje tujih državljanov in njihova zamenjava z Maročani, ki so postopoma prevzeli delovna mesta in funkcije, ki so jih zasedali tujci. Po popisu leta 1971 je prebivalstvo Rabata naraslo na približno 368.000, od tega je bilo le 3,5 % tujcev.
Po drugi svetovni vojni so Združene države vzpostavile vojaško prisotnost v Rabatu v nekdanjem francoskem letalskem oporišču. Do zgodnjih 1950-ih je bila zračna baza Rabat Salé objekt ameriških zračnih sil, ki je gostil 17. zračne sile in 5. zračno divizijo, ki je nadzorovala prednje baze za letala Strateškega zračnega poveljstva (SAC) B-47 Stratojet v državi. Z destabilizacijo francoske vlade v Maroku in maroško neodvisnostjo leta 1956 je vlada Mohameda V. želela, da se ameriške zračne sile umaknejo iz baz SAC v Maroku, pri čemer je vztrajala pri takem ukrepanju po ameriški intervenciji v Libanonu leta 1958. Združene države so pristale na odhod decembra 1959 in so do konca 1963 Maroko zapustile. SAC je menil, da so maroške baze veliko manj kritične zaradi zmožnosti dolgega dosega B-52 Stratofortresses, ki so nadomeščale B-47, in zaradi dokončanja naprav USAF v Španiji leta 1959. Z umikom USAF iz Rabat-Saléja v 1960-ih je objekt postal glavni objekt za kraljeve maroške zračne sile, znane kot letalska baza Št. 1, status, ki ga ima še naprej.
Leta 1969 je v Rabatu potekal peti vrh Arabske lige, na katerem so razpravljali o požigu mošeje Al-Aksa, ki ga je zažgal avstralski državljan Denis Michael Rohan. Istega leta je bila na vrhu v Rabatu ustanovljena Organizacija za islamsko sodelovanje, organizacija, ki si prizadeva za zaščito interesov muslimanskega sveta. V Rabatu je leta 1974 potekal tudi vrh Arabske lige. Vrh je priznal Palestinsko osvobodilno organizacijo kot edinega legitimnega predstavnika palestinskega ljudstva. Leta 1985 so v Rabatu potekale šeste Panarabske igre.
Leta 2015 je mesto postalo del upravne regije Rabat-Salé-Kénitra. 28. februarja 2024 je Asmaa Rhlalou objavila svoj odstop, nekaj mesecev po tem, ko je sprožila polemiko, ki je postavila pod vprašaj njeno avtoriteto in veljavnost v mestnem svetu.

## Geografija

### Soseske Rabata
Rabat je upravno mesto. Ima veliko nakupovalnih četrti in stanovanjskih sosesk. Geografsko razpršene soseske so naslednje:
Srce mesta sestavljajo trije deli: Medina (staro mestno jedro); Oudaja in Hasan, oba sta v bližini Bou Regrega in Atlantski ocean.
Na zahodu in ob obali se nizajo soseske.
Najprej, okoli obzidja, so stare soseske, Quartier l'Océan in Quartier les Orangers. Poleg tega je zaporedje večinoma delavskih okrožij: Diour Jamaa, Akkari, Yacoub El Mansour, Massira in Hay el Fath so glavni deli te osi. Hay el Fath, ki konča to sekvenco, se razvije v sosesko srednjega razreda.
Na vzhodu, vzdolž reke Bouregreg, regija Jusufia (delavski in srednji razred): Mabella; Taqaddoum; Hay Nahda (večinoma srednji sloj); Letalstvo (srednji in višji srednji razred); in Rommani.
Med obema osema, od severa proti jugu, so tri glavne soseske (srednji razred do premožni): Agdal (Ward Building; živahna mešanica stanovanjskih in poslovnih stavb. Prebivalci so pretežno višji srednji razred); Hay Riad (premožne vile; ta soseska je doživela vzpon od leta 2000); in Souissi (razkošne vile, veleposlaništva, premožna stanovanjska soseska).
Na obrobju Souissija so številna manj gosto naseljena območja, ki v glavnem obsegajo velike zasebne hiše do območij, ki se zdijo izven mesta.
- Okrožje Riad
- Trg Pietri
- Rabat Hasan
- Avenue Mohammed V.

### Podnebje
Rabat ima sredozemsko podnebje (Csa) s toplimi do vročimi, suhimi poletji in blagimi, vlažnimi zimami. Rabat, ki leži ob Atlantskem oceanu, ima blago, zmerno podnebje, ki se spreminja od hladnih pozimi do toplih dni v poletnih mesecih. Noči so vedno hladne (ali hladne pozimi, včasih lahko dosežejo pod 0 °C), dnevne temperature pa se običajno dvignejo za približno 7–8 °C. Zimske najvišje temperature običajno dosežejo le 17,2 °C decembra–februarja. Najvišje poletne dnevne temperature se običajno gibljejo okoli 27 °C, vendar lahko med vročinskimi valovi občasno presežejo 40 °C. Poletne noči so običajno prijetne in hladne, gibljejo se med 11 in 19 °C in le redko presežejo 20 °C . Rabat spada v subhumidno bioklimatsko območje s povprečno letno količino padavin 560 mm. Letališka postaja je približno 5 kilometrov od obale, kar bo nekoliko toplo popoldne in hladne noči v primerjavi z lokacijo ob morju.

## Kultura

### Muzeji in parki
Muzej Oudaja (prej znan tudi kot Narodni muzej nakita) je v rezidenci paviljona, ki jo je zgradil sultan Mulaj Ismail (vladal 1672–1727) znotraj kazbe Udaja. Prvič je bil odprt leta 1915, zaradi česar je eden najstarejših javnih muzejev v Maroku. Njegove zbirke, dopolnjene z zasebnimi donacijami, vsebujejo različne predmete iz celega Maroka, večinoma od 18. do 20. stoletja. Leta 2006 je postal Narodni muzej nakita z razstavami, ki se osredotočajo na zgodovino maroškega nakita. Leta 2019 so ga prenavljali, da bi ga preoblikovali v nov muzej z imenom Musée du caftan et de la parure ('Muzej kaftana in okrasja').
Muzej zgodovine in civilizacij (prej Nacionalni arheološki muzej) prikazuje zgodovino Maroka z zbirko arheoloških artefaktov iz punskega, mavretanskega, rimskega in islamskega obdobja. To vključuje zbirko starorimskih bronastih in marmornih kipov iz najdišč, kot so Lixus, Volubilis in Chellah, pa tudi kovance, keramiko in arhitekturne fragmente iz islamskega obdobja.
Živalski vrt v Rabatu (uradno imenovan Zoološki vrt v Rabatu) je bil odprt leta 1973, deloma za namestitev levov, ki so bili prej v kraljevi palači. Levi izvirajo iz zdaj izumrlih berberskih levov. Od takrat se je živalski vrt razširil na približno 1800 živali in si prizadeva za ohranitev.
Muzej Bank al-Maghrib je bil slovesno odprt leta 2002 in je v stavbi Bank al-Maghrib v središču mesta. Njegovi glavni eksponati vključujejo zbirko kovancev in denarja od antičnih časov do moderne dobe, pa tudi galerijo orientalistične umetnosti. 
Muzej moderne in sodobne umetnosti Mohameda VI. je bil slovesno odprt leta 2014.

### Zgodovinski spomeniki
Kazba Udajev (imenovana tudi Kazba Oudaja) je najstarejši del današnjega mesta, ki so ga zgradili Almohadi v 12. stoletju. Kasneje so jo v 17. in 18. stoletju obnovili in razširili korzarji in rodbina Alavi. Kazba je zdaj stanovanjsko okrožje s tradicionalnimi hišami, ki so zunaj pobarvane v belo in modro. Njen južni del vključuje Andaluzijski vrt, urejen v 20. stoletju.
Zgodovinsko obzidje mesta je prvi zgradil almohadski kalif Jakub al-Mansur in dokončano leta 1197, s poznejšimi dodatki v 17. in 19. stoletju. Vzdolž obzidja najdemo številna monumentalna vrata, najbolj opazna so Bab er-Rouah. Druga vrata iz obdobja Almohadov so Bab el-Had, Bab al-Alou, Bab Zaers in Bab al-Hadid, čeprav so bila mnoga od njih spremenjena v novejših obdobjih. Andaluzijski zid iz 17. stoletja, ki deli območje znotraj almohadskega obzidja, ima še pet vrat: Bab Jdid (prej Bab Teben, večinoma porušen), Bab al-Bouiba, Bab Chellah, Bab Mellah in Bab Diouana.
Stara medina, ki je pod kazbo in nad linijo Andaluzijskega zidu, vsebuje številne zgodovinske mošeje in tradicionalne hiše. Preostanek območja znotraj almohadskega obzidja, vendar južno od Andaluzijskega obzidja, je bil v veliki meri pozidan v 20. stoletju, ko je Rabat postal prestolnica v času francoskega protektorata. Ta okrožja vsebujejo številne javne stavbe in stanovanjske bloke, zgrajene v sodobnih slogih tistega obdobja, kot so neomavrski (znan kot néo-mauresque ali arabisant v francoščini), Art nouveau, art déco in moderna arhitektura. Primeri teh vključujejo stavbo Bank al-Maghrib (zgrajeno v 1920-ih), stavbo glavne pošte (približno 1921, razširjena v 1930-ih), stavba parlamenta (zgrajena v 1920-ih), stolnica sv. Petra (slovesno odprta 1921, s poznejšimi dodatki), železniška postaja Rabat-Ville (zgodnja 1920-a) in nekateri stanovanjski bloki na Rue Gaza (zgrajeni ali začeti graditi v 1930-ih), med drugi.
S pogledom na obalo reke je Hasanov stolp, monumentalni nedokončani minaret, ki ga je zgradil Jakub al-Mansur v poznem 12. stoletju. Zgrajen je bil za ogromno mošejo, načrtovano kot del večjega mesta, ki ga je gradil al-Mansur. Nasproti stolpa je danes, na južnem koncu ostankov mošeje, mavzolej Mohameda V. (um. 1961), v katerem so posmrtni ostanki kralja Mohameda V. in kralja Hasana II. Mavzolej, dokončan leta 1971, je v neomavrskem ali neomaroškem slogu zasnoval vietnamski arhitekt Cong Vo Toan.
Kratko razdaljo južno od zgodovinskega mestnega obzidja je arheološko najdišče Chellah, obzidano ograjeno območje, ki vsebuje marinidski pogrebni in verski kompleks iz 13. do 14. stoletja ter ruševine rimskega mesta Sala Colonia. Na drugi strani reke je mesto Salé, ki ohranja tudi zgodovinsko medino. Medina Salé vključuje spomenike iz marinidskega obdobja, kot sta Bab Mrissa in medresa Abu al-Hasana, ter znamenitosti iz poznejših obdobij.
- Zgodovinska mesta in znamenitosti
- Kazba Udajev, pogled z reke
- Tipična ulica in hiše znotraj kazbe
- Rue des Consuls, ena glavnih ulic medine
- Mestno obzidje, vključno z Bab al-Hadom (levo)
- Bab ar-Rouah
- Parlament Maroka
- Centralna pošta
- Vrata Chellah
- Svetilnik Rabat in (trdnjava) Bordž Sirat